# Naghobilewi
Naghobilewi – wieś w Gruzji, w regionie Guria, w gminie Ozurgeti. W 2014 roku liczyła 730 mieszkańców.